# فرناندو باز كاستيلو
فرناندو باز كاستيلو (بالإسبانية: Fernando Paz Castillo) هو دبلوماسي وشاعر فنزويلي، ولد في 11 أبريل 1893 في كاراكاس في فنزويلا، وتوفي بنفس المكان في 30 يوليو 1981.